# Tala (Uruguay)
Tala è un comune dell'Uruguay, situato nel Dipartimento di Canelones.